# 能登半島地震 (2007年)
能登半島地震（のとはんとうじしん）は、2007年（平成19年）3月25日9時41分58秒（JST）に石川県輪島市西南西沖40 kmの日本海で発生した、マグニチュード（M）6.9（気象庁暫定値）の地震。地震空白域とされる地域で発生した。気象庁はこの地震を平成19年（2007年）能登半島地震（英: Noto Hanto Earthquake in 2007）と命名した。以下、時刻は全てJSTで表記する。

## 地震

### 本震
- 発震：2007年（平成19年）3月25日 日曜日 9時41分58秒
- 震央：石川県輪島市西南西沖40 kmの日本海
- 震源の深さ：約11 km
- 地震の規模：マグニチュード6.9（気象庁暫定値、モーメントマグニチュード6.7）

穴水町、輪島市、七尾市で最大震度6強を観測し、石川県、富山県、新潟県で震度5弱以上の揺れを観測した。計測震度の最大地点は輪島市門前町で、震度7（計測震度6.5以上）に近い計測震度6.4を観測した。石川県内で震度6を観測したのは観測開始以来初めて。富山県で震度5を観測したのは、1930年（昭和5年）の大聖寺地震以来77年ぶり、観測史上2回目。
国土地理院のGPSの観測で、震源となった断層が右横ずれ成分を含む逆断層で、海底から陸地の一部に跨がる14 km程の従来知られていなかった断層帯と判明した。海上保安庁と産業技術総合研究所は地震発生後の海底音波探査により、この地震で動いたとみられる長さ18 km以上の活断層を発見した。

#### 各地の震度
震度5弱以上の揺れを観測した観測点は以下の通り。
| 震度 | 都道府県 | 観測点名 |
| ---- | -------- | --- |
| 6強  | 石川県   | 穴水町大町・輪島市鳳至町・輪島市門前町走出・七尾市田鶴浜町                                                                   |
| 6弱  | 石川県   | 輪島市河井町・能登町宇出津・能登町松波・中能登町末坂・中能登町能登部下・志賀町富来領家町・志賀町香能・志賀町末吉千古         |
| 5強  | 石川県   | 七尾市本府中町・七尾市袖ヶ江町・珠洲市正院町                                                                                 |
| 5弱  | 新潟県   | 刈羽村割町新田 |
| 5弱  | 富山県   | 射水市本町・射水市戸破・射水市加茂中部・小矢部市水牧・氷見市加納・舟橋村仏生寺・滑川市寺家町・富山市新桜町・富山市婦中町笹倉 |
| 5弱  | 石川県   | 珠洲市大谷町・かほく市浜北・宝達志水町子浦・羽咋市柳田町・羽咋市旭町・中能登町井田・能登町柳田                               |

北は北海道山越郡の長万部町、西は広島県の広島市中区、南は高知県安芸郡の奈半利町で震度1を観測するなど、北海道から中国地方、四国地方にかけて震度1以上の揺れを観測した。

### 余震
本震の後、余震が長く続き、有感地震は500回以上観測された。3月25日18時11分45秒に輪島市と穴水町で震度5弱を観測するM5.3の余震が発生。また、3月26日14時46分35秒に志賀町で震度5弱を観測するM4.8の余震、3月28日8時8分15秒に輪島市で震度5弱を観測するM4.9の余震、2008年（平成20年）1月26日4時33分頃に輪島市で震度5弱を観測するM4.8の余震が発生した。以上の4余震で、最大震度5弱を観測した。
また、2020年3月13日に輪島市で震度5強を観測するM5.5の地震があった。この地震は本震の余震域の東側で発生した逆断層型の地震であり、本震と似たタイプである。余震と考えられ、本震の後で最も規模が大きい。

### 津波
気象庁は、この地震を受け、石川県能登沿岸と石川県加賀沿岸に津波注意報を発表した。地震発生から約1時間強、10時を少し過ぎた頃に珠洲市と金沢港で約20 cmの津波を観測した。11時30分頃に津波注意報は全面解除された。

## 被害
石川県輪島市で倒れてきた石灯籠で頭を強打した女性が死亡したほか、石川県・富山県を中心に負傷者が356人出た。震源を中心に家屋倒壊・道路崩落や、電気・ガス・水道などのライフラインの寸断が発生し、震源地に近い沿岸部や富山県の氷見漁港などでも液状化現象が発生した。地震によってエレベーターが緊急停止し、エレベーター内に人が閉じ込められる事故も相次いで発生した。
JR西日本金沢支社管内のうち、小浜線を除く全路線がストップし、北陸本線では終日、運転を見合わせた。七尾線は翌26日に始発から営業再開した。のと鉄道では、25か所の敷石の隆起と沈降が見つかり、復旧工事が施された。北陸地方のその他の私鉄、第三セクター鉄道も地震発生直後に運転を見合わせたが、安全が確認された路線から順次再開した。能登空港は滑走路に22か所の亀裂が見つかって閉鎖された。25日から緊急補修工事が行われ、26日の未明に復旧した。能登有料道路の徳田大津IC - 穴水IC間で、数か所の道路崩落が生じ、乗用車などが一時的に取り残された。当初完全復旧には1年以上掛かるといわれていたが、翌月4月27日の崩落箇所に迂回路を仮設するなどによる暫定開通（ただし別所岳サービスエリアは復旧工事用基地として使用する目的で復旧工事中の供用が見合わされた）を経て、地震発生からおよそ8か月後の11月30日に全線の復旧工事が完了した。
その他、戦没者の慰霊碑が土台から外れて割れるなど、様々な被害も確認されている。
防災科学技術研究所などによると、この地震の本震の地震波に長周期パルス波が含まれていることが分かった。こうした地震動を受けると、まず、周期1秒以下の振動によって建物に亀裂が入るなどして建物の固有周期が長周期化し、その後、周期1 - 2秒の振動（パルス波）によって大きな被害につながると考えられており、「キラーパルス」と呼ばれている。これは、阪神・淡路大震災（兵庫県南部地震）やノースリッジ地震においても被害をもたらしたと考えられている。この地震では、建物などに脅威となる周期成分が多く含まれた地震波が震源から放出され、それが沖積低地などの軟弱地盤で増幅されたことで多くの家屋被害につながったと考えられている。

### 被害統計
- 人的被害　死者：1人、負傷者：356人[6]
- 住家被害　全壊家屋：686棟、半壊家屋：1,740棟、一部破損家屋：26,958棟[6]
- インフラ被害（被害ピーク時の推計）　断水：13,250戸、停電：110,000戸、電話不通：260戸

| 市町村     | 人的被害 | 人的被害 | 人的被害 | 住家被害 | 住家被害 | 住家被害 |
| 市町村     | 死者     | 重傷     | 軽傷     | 全壊     | 半壊     | 一部破損 |
| ---------- | -------- | -------- | -------- | -------- | -------- | -------- |
| 七尾市     | 0        | 24       | 103      | 69       | 304      | 7,296    |
| 輪島市     | 1        | 46       | 69       | 513      | 1,086    | 9,988    |
| 珠洲市     | 0        | 0        | 3        | 0        | 0        | 685      |
| 加賀市     | 0        | 0        | 0        | 0        | 0        | 6        |
| 羽咋市     | 0        | 0        | 1        | 3        | 13       | 142      |
| かほく市   | 0        | 0        | 0        | 3        | 2        | 18       |
| 白山市     | 0        | 0        | 0        | 0        | 0        | 1        |
| 津幡町     | 0        | 0        | 1        | 0        | 0        | 2        |
| 志賀町     | 0        | 10       | 27       | 15       | 215      | 3,384    |
| 宝達志水町 | 0        | 0        | 0        | 0        | 3        | 26       |
| 中能登町   | 0        | 3        | 0        | 3        | 7        | 1,959    |
| 穴水町     | 0        | 3        | 36       | 79       | 100      | 2,318    |
| 能登町     | 0        | 2        | 10       | 1        | 10       | 1,130    |
| 石川県     | 1        | 88       | 250      | 686      | 1,740    | 26,955   |
| 富山市     | 0        | 1        | 0        | 0        | 0        | 0        |
| 高岡市     | 0        | 0        | 6        | 0        | 0        | 0        |
| 魚津市     | 0        | 0        | 2        | 0        | 0        | 0        |
| 氷見市     | 0        | 0        | 1        | 0        | 0        | 0        |
| 小矢部市   | 0        | 0        | 1        | 0        | 0        | 0        |
| 射水市     | 0        | 0        | 2        | 0        | 0        | 0        |
| 富山県     | 0        | 1        | 12       | 0        | 0        | 0        |
| 十日町市   | 0        | 1        | 1        | 0        | 0        | 0        |
| 糸魚川市   | 0        | 0        | 2        | 0        | 0        | 3        |
| 新潟県     | 0        | 1        | 3        | 0        | 0        | 3        |
| 福井市     | 0        | 1        | 0        | 0        | 0        | 0        |
| 福井県     | 0        | 1        | 0        | 0        | 0        | 0        |
| 計         | 1        | 91       | 265      | 686      | 1,740    | 26,958   |

## 災害対応

### 内閣府

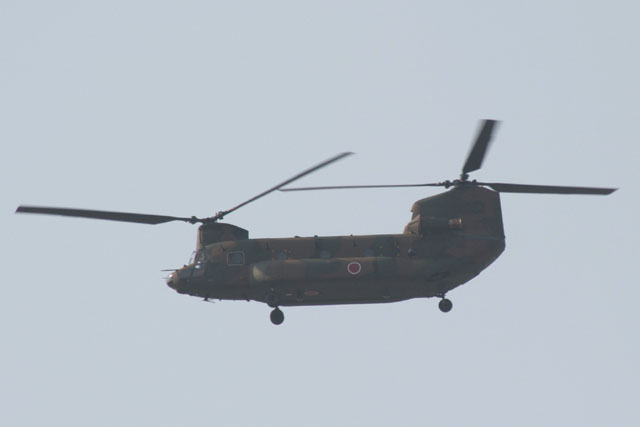
政府調査団を乗せて輪島に向かう陸上自衛隊のCH-47輸送ヘリ（2007年3月25日、小松基地）

安倍晋三内閣総理大臣は25日9時45分に内閣総理大臣官邸の内閣危機管理センターに「石川県能登を中心とする地震に関する官邸対策室」の設置を指示し、緊急参集チームを招集した。25日から26日にかけては、溝手顕正防災担当大臣を団長とする政府調査団が現地に派遣された。

### 石川県
25日10時45分に災害対策本部員等連絡会議を開催。同日12時30分、県庁に石川県災害対策本部、奥能登総合事務所に現地災害対策本部を設置した。また、同日10時15分に緊急消防援助隊の応援要請を行い、消防庁長官から富山県・福井県・東京都・京都府・大阪府・滋賀県・兵庫県の各都府県に対して、出動要請が行われた。なお、26日10時42分に派遣解除要請が行われ、同日11時55分に解隊、引き揚げが開始された。
被害が大きかった輪島市門前町では、行政であらかじめ「高齢者マップ」を作成し、高齢者一人暮らし世帯を把握していたことから、地震発生4時間以内に全員救助された。

### 自衛隊
防衛省では、25日9時45分に防衛省災害対策室（室長は運用企画局長）を設置した。同日11時8分に石川県知事の谷本正憲から陸上自衛隊金沢駐屯地駐屯地司令（第14普通科連隊長）に対して災害派遣要請が行われた。陸上自衛隊からは第14普通科連隊（金沢）、第372施設隊（鯖江）、第382施設隊（富山）、第10偵察隊（春日井）、第10施設大隊（春日井）、第33普通科連隊（久居）、第10化学防護隊（守山）、第10戦車大隊（今津）、第10後方支援連隊（春日井）の部隊が派遣されている。航空自衛隊からは、第23警戒群（輪島）、第9移動警戒隊（小松）の部隊が派遣されている。また、災害派遣要請が行われる以前から、自衛隊法第83条2項に基づく、「自主派遣」を行い、陸・海・空の各自衛隊が偵察ヘリなどを飛ばして情報収集活動を行った。

## 能登半島周辺の過去の地震活動
この地震が発生した能登半島周辺は、北アメリカプレートとの境界に近いユーラシアプレートの内部にあたる地域である。能登半島は、浅瀬に堆積した地層が南東から押されて隆起し生まれたと考えられており、この地域には多くの褶曲地形があるとともに、いくつかの逆断層も発見されている。また、陸地側は横ずれ断層が見られ、国土地理院の観測で横ずれ移動も観測した。今回の地震は、その断層の内の1つが活動したと見られている。能登半島周辺では、1993年（平成5年）2月7日にも能登半島沖地震が発生している。

## メディア

### テレビ
NHK総合テレビ、ラジオ第一放送では『日曜討論』の放送中、番組に出演していた町村信孝のインタビュー中に津波注意報が発表。その後9時44分から、NHK全波（八波全中）で地震津波関連のニュースに切り替えニュースセンターから星野豊アナウンサーが地震と津波の一報を伝えた（以降13時20分まで地震関連のニュースを放送）。地震後、NHK金沢放送局では石川県内のローカルニュースの中で生活関連情報を伝える体制が実施された。
フジテレビ系列・テレビ東京系列を除く民放各局は、概ね津波注意報が解除される11時台まで通常の番組を中断・休止し報道特別番組を放送。なお、フジテレビ系列では『笑っていいとも!増刊号』を放送しながら、L字画面で地震関連情報を挟む形で放送。途中、通常放送を中断しながら地震情報を伝えた。
その他の地震に関連した主な動きは次の通り。
- TBS『サンデージャポン』にレギュラー出演していた飯島愛が芸能界引退のため3月25日の放送で番組を「卒業」する予定であったが、報道特別番組により番組が冒頭の短時間のみで中止。生放送を予定していた飯島の特集は同日の収録に切り替え、翌週4月1日に放送した。
- テレビ朝日の土曜ワイド劇場『温泉 (秘) 大作戦4 能登半島輪島を巡る究極のズワイガニと伝統の技・輪島塗の美に隠された連続殺人の謎!』（朝日放送制作）が3月31日に放送される予定であったが、地震発生を考慮し放送を延期。7月21日に放送された。

### ラジオ
エフエム石川では11時から14時まで地震関連の特別番組を放送。この間、通常の番組を休止しただけでなく、特別番組放送中はCMを一切放送しなかった。

## 関連作品
- 映画『能登の花ヨメ』 - 2008年に公開された映画で、能登半島地震を題材として扱っている。

## その他
- 地震の影響で4月15日に輪島市で開催予定だった日本陸上競技選手権大会50キロ競歩が開催不可能となったことから、代替開催地として兵庫県神戸市が名乗りを上げ、当初の予定の日時で同市東灘区の六甲アイランドで開催された。なお、神戸市では1995年の阪神・淡路大震災に伴い、開催予定だった競歩大会が中止（千葉市で代替開催）となったことがある。